# T7-systemet
T7-systemet är ett system för att selektivt uttrycka gener hos bakterier i labbmiljö. Systemet är vanligt vid tillverkning av rekombinant protein. T7-systemet uppfanns 1986 av forskarna William Studier och Barbara Moffatt vid  Brookhaven National Laboratory, USA.
T7-systemet använder sig av E. coli-bakterier, som får tillverka proteinet. I E. coli finns en promotorsekvens som kallas lac-promotorn, som ingår i en grupp av gener som kallas lac-operonet. Lac-promotorn kontrollerar transkription av de gener som ingår i lac-operonet. I T7-systemet har man bytt ut dessa sammankopplade gener mot en gen som kodar för RNA-polymeras från bakteriofag T7. Aktivering av lac-operonet kräver närvaro av laktos och avsaknad av glukos. Man kan på konstgjord väg inducera lac-promotorn med en laktosanalog, exempelvis IPTG. Tillsats av IPTG inaktiverar laktosrepressorn (lacI) så att de gener som står under lac-promotorns kontroll kan uttryckas.
T7-polymeraset har hög aktivitet – det syntetiserar RNA vid en hastighet av ungefär 300 nukleotider/sekund och är mycket snabbare än dess bakterievärds RNA-polymeras. Det har också hög specificitet – det transkriberar specifikt gener som finns i anslutning till en annan promotor, T7-promotorn. För att utnyttja T7-systemet transformerar man först in en plasmid i cellen, där genen man vill transkribera ligger nedströms om T7-promotorn. Vid tillsats av IPTG startar tillverkningen av T7-RNA-polymeras som i sin tur hittar T7-promotorn och tillverkar det önskade proteinet.
Ofta behöver experiment utföras när bakterierna befinner sig en fas som kallas logaritmisk tillväxt. Nu för tiden har förbättringar i tillvägagångssättet gjort att man kan se till att bakterierna befinner sig i denna fas när T7-promotorn aktiveras. Detta åstadkoms genom att man ser till att övriga kolkällor, inklusive glukos, i denna fas tar slut medan laktos kvarstår.